# San Jose (Isole Dinagat)
San Jose è una municipalità di quarta classe delle Filippine, capoluogo della provincia di Isole Dinagat, nella regione di Caraga.
San Jose è formata da 12 barangay:
- Aurelio
- Cuarinta
- Don Ruben Ecleo (Baltazar)
- Jacquez
- Justiniana Edera
- Luna
- Mahayahay
- Matingbe
- San Jose (Pob.)
- San Juan
- Santa Cruz
- Wilson